# Avery Brooks
Avery Franklin Brooks, ameriški filmski in televizijski igralec, * 2. oktober 1948, Evansville, Indiana, ZDA.
Brooks je nastopal v filmih kot tudi na televiziji od 1980. naprej (Koča strica Toma (Uncle Tom's Cabin), Ameriška zgodovina X (American History X), Mož z imenom Hawk (A Man Called Hawk), Spenser: For Hire). Večinoma igra v filmih, ki obravnavajo ameriške črnce. Nedavno je igral Shakespeara.
Je tudi izredni profesor gledaliških umetnosti na Rutgersovi univerzi, Državni univerzi New Yerseya v New Brunswicku, New Jersey.
Brooks je verjetno najbolj znan po glavni vlogi kapitana Združene federacije planetov Benjamina Lafayetta Siska v znanstvenofanstastični televizijski nanizanki Zvezdne steze: Deep Space Nine (Star Trek: Deep Space Nine).